# Jonas Trinkūnas

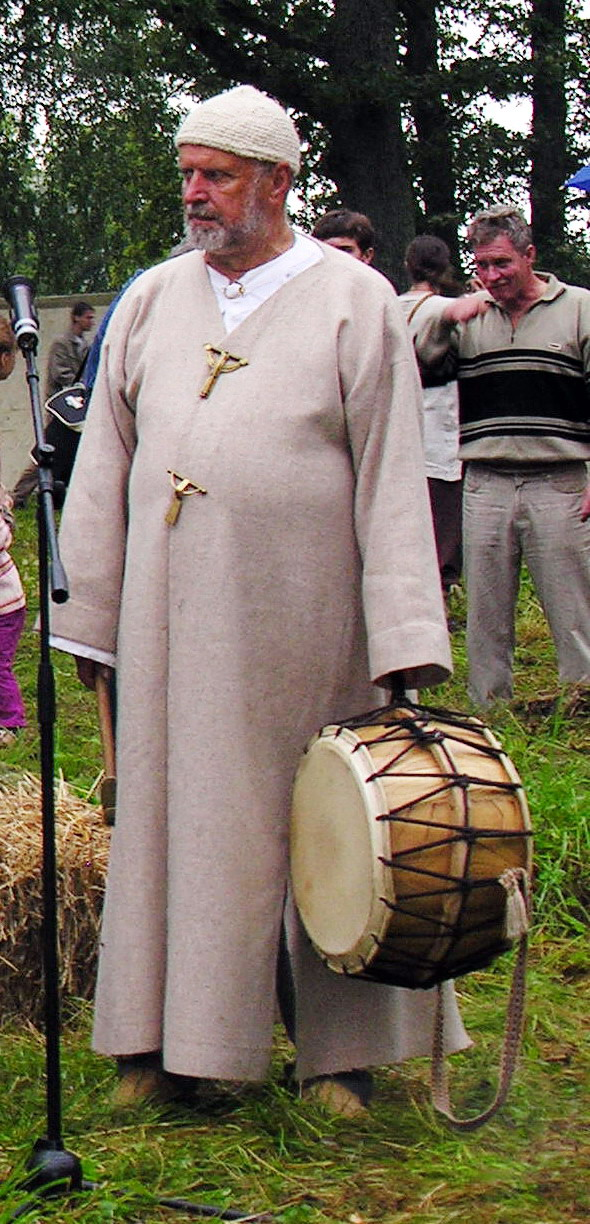
Jonas Trinkūnas im Jahr 2009

Jonas Trinkūnas (28. Februar 1939 – 20. Januar 2014) war der Gründer von Litauens heidnischer Wiederbelebung Romuva sowie Ethnologe und Folklorist.